# Turbulência de ar claro
A Turbulência de ar claro (TAC) (ou CAT em inglês de clear air turbulence) ocorre quando a atmosfera apresenta estabilidade estática, isto é, quando a temperatura potencial aumenta com a altura. Isto equivale a uma redução da temperatura do ar com relação ao aumento da altura a uma taxa maior que 10°C por quilômetro. Normalmente a atmosfera livre (~entre 1.5 km e 12 km de altitude) apresenta-se estável do ponto de vista da estabilidade estática. Sobre as latitudes subtropicais, é corrente que o vento cisalhe com a altura (i.e., o vento aumenta ou diminui com a altura), o que geralmente ocorre nas vizinhanças de um jato de altos níveis (JAN) na alta troposfera. Acima e abaixo do JAN, existem condições para a formação de turbulência de ar claro, ou seja, pode ocorrer turbulência mesmo sem que haja um fenômeno visível como um Cumulus nimbus (nuvem de tempestade) ou presença de obstáculos ao escoamento como montanhas altas. 

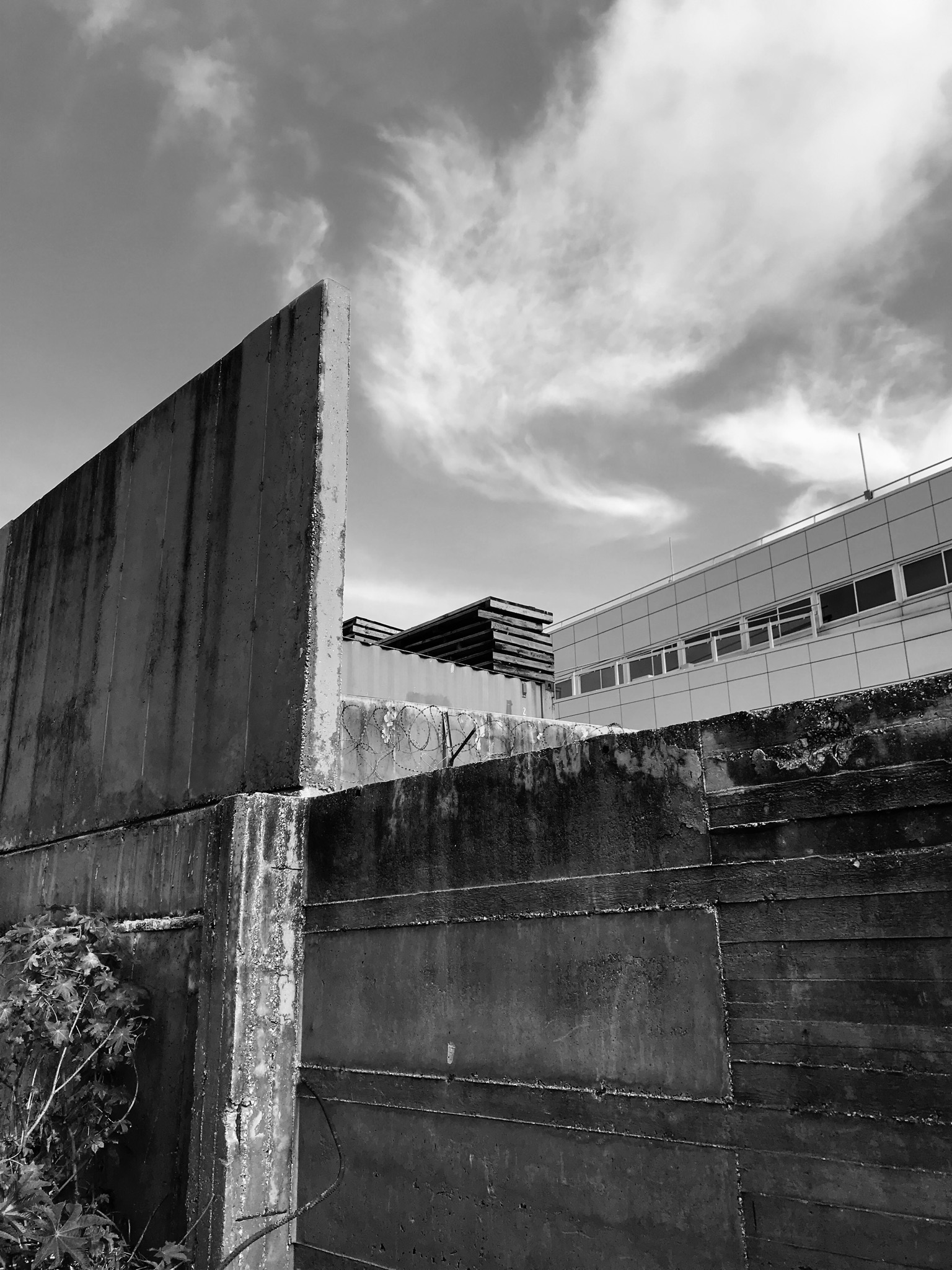

A CAT pode ser encontrada no espaço aéreo vizinho de aeroportos em regiões próximas à grandes montanhas ou nas proximidades de JANs associados à sistemas frontais, que na alta troposfera ocorrem na retaguarda, dianteira ou ao longo das frente-frias à superfície. O JAN é uma resposta geostrofica da atmosfera a existência de um gradiente meridional de temperatura associado à perturbação frontal. A previsão de TAC é muito importante para a determinação de rotas seguras para os aviões, por isso, é feita pelos serviços de previsão de tempo dedicados à meteorologia aeronáutica.
Para a ocorrência de TAC é necessário que haja:
1. cisalhamento do vento horizontal (os módulos do vetor velocidade do vento de duas camadas de ar adjacentes devem ser diferentes);
2. estabilidade atmosférica (densidade do ar na camada abaixo é maior que a densidade do ar na camada acima).

Nestas condições, o escoamento se instabiliza, o que é chamado instabilidade dinâmica das ondas de Kelvin-Helmoltz. A TAC é explicada em termos da instabilização (aumento da amplitude) seguida de quebra das ondas de Kelvin-Helmholts (KH).
As regiões com TAC podem se estender por milhares de quilômetros, mas usualmente apresentam extensão vertical de apenas algumas centenas de metros. Elas podem ser imaginadas como grandes regiões turbulentas em forma de panqueca. Elas normalmente ocorrem acima ou abaixo de jatos de vento intensos, tais como aqueles que ocorrem a noite sobre a Camada Limite Estável (noturna) sobre os continentes e na escala planetária abaixo e acima da corrente de jato de oeste (JAN) (e.g., do jato subtropical e jato polar).
Quando uma aeronave encontra TAC o piloto deve subir ou descer para encontrar condições de escoamento atmosférico laminar (não turbulento), mas isso é difícil de se fazer nas proximidades de grandes tempestades (super-células) que podem induzir muitas correntes ascendentes e descendentes dentro da nuvem e fora dela, implicando em cisalhamento do vento e gradientes de densidade, por exemplo, ar úmido dentro da nuvem é menos denso que o ar seco fora da nuvem.